# 扁脉醉鱼草
扁脉醉鱼草（学名：Buddleja limitanea）为玄参科醉鱼草属的植物。分布于中国大陆的云南、西藏等地，生长于海拔1,800米至3,600米的地区，多生在河旁灌木丛中、山坡或林缘，目前尚未由人工引种栽培。

## 别名
有梗醉芋草（云南植物志）